# 尾崎幸洋
尾崎 幸洋（おざき ゆきひろ、1949年10月19日 - ）は、日本の化学者。関西学院大学名誉教授、フェロー。

## 人物
大阪府堺市出身。1968年、大阪府立北野高等学校卒業。1973年、大阪大学理学部化学科卒業。1978年同大学院理学研究科博士課程修了、理学博士の学位を取得。カナダ国立研究所研究員（任期付き）を経て、1981年に東京慈恵会医科大学助手に就任。1989年に同大学講師に昇任。1989年に関西学院大学理学部助教授に就任。1993年に同大学教授。2001年に、学部改編に伴い、同大学理工学部教授。2006年4月-2010年3月は理工学部学部長を務めた。
2010年度より学校法人関西学院常任理事、それに加え、2013年度から2017年度まで関西学院大学副学長を務めた。2018年3月同大定年退職、同年4月より関西学院大学名誉教授、フェロー。2014年7月1日より2年間、日本分光学会会長。2020年度より３年間豊田理化学研究所客員フェローをつとめた。
赤外(IR)、ラマン(Raman)、近赤外(NIR)、遠紫外（FUV)、遠赤外(FIR)/THz分光など、さまざまな分子分光学の基礎並びにそれらの物理化学、分析化学への応用が専門である。その研究内容は、1) 凝集相の新しい電子分光法・振動分光法の開拓（減衰全反射―遠紫外分光法、表面プラズモン共鳴―近赤外分光法など）、2) 電子分光法・振動分光法の原理の研究（表面増強ラマン散乱の機構解明など）、3) スペクトル解析法の提案（Moving Window Partial Least Square（MWPLS）法など）、4) 電子分光法・振動分光法の物理化学、分析化学、ナノ物質化学、生物医学などへの応用など、極めて広範囲にわたる。近年は分子分光学と量子化学をつなぐ研究も展開している。
1999-2017年の19年間連続で年間30報以上の論文を発表し、1989年関西学院大に移籍以降1000報の論文を発表。h-indexは84。また、これまでに合計34000回以上の被引用回数がある。
2018年春の褒章にて、紫綬褒章を受章した。2018年には関西学院にて退職記念の国際会議International Conference on Advancing Molecular Spectroscopyが開かれ、世界各国から著名な研究者ら100名以上が参加した。
2023年春の叙勲にて、瑞宝中綬章を受章した。

## 賞詞
- Tomas Hirschfeld Award (1998年)
- EAS Award (2002年)
- 日本分光学会賞 (2002年)[11]
- 兵庫県科学賞(2003年)
- 文部科学大臣表彰科学技術賞(2005年)
- Gerald S. Birth Award 受賞(2006年) [12]
- 日本分析化学会学会賞(2008年)[13]
- アメリカ応用分光学会　フェロー(2010年) [14]
- 日本分析化学会　先端分析技術賞（JAIMA機器開発賞)[15]
- 米国・マサチューセッツ工科大学 MIT Dasari Lecture賞(2011年）[16]
- Bomem-Michelson Award (2014年) [17]
- Jagiellonian大学 PLUS RATIO QUAM VIS 銀メダル受賞（2014年）
- 英国王立化学会フェロー（2015年）[18]
- 日本化学会フェロー(2016年)[19]
- Doctor Honoris Causa, Jagiellonian University (2016年）[20]
- 中国光学会　分子分光学に関する中国友誼賞（2016年）[21]
- 日本化学会賞（2017年）[22]
- ICNIRS (International Council of Near- infrared Spectroscopy) フェロー称号（2017年）[23]
- 紫綬褒章（2018年）[5]
- Pittsburgh Spectroscopy Award(2019年)[24]
- CHARLES MANN AWARD FOR APPLIED RAMAN SPECTROSCOPY(2020年)[25]
- 瑞宝中綬章（2023年）[9]
- アメリカ光学会 Ellis R. Lippincott Award（2025年）

## 著書
- P.R.Carey(著）、伊藤紘一（訳）、尾崎幸洋（訳）「ラマン分光学―基礎と生化学への応用」(1984)
- 尾崎 幸洋、岩橋 秀夫 (著)「生体分子分光学入門」共立出版 (1992/06) ISBN 978-4320053823
- 尾崎 幸洋、河田聡（編著）「近赤外分光法」学会出版センター（1996) ISBN 978-4762298233
- 尾崎 幸洋 (著)：　「分光学への招待―光が拓く新しい計測技術」  産業図書 (1997/08) ISBN 978-4782835661
- 尾崎 幸洋、宇田 明史、赤井 俊雄 (著)：「化学者のための多変量解析 ケモメトリックス入門」　講談社 (2002/11) ISBN 978-4061543010
- 尾崎 幸洋、佐藤　春実、勝本　之晶、森田　成昭、森澤　勇介、山本　茂樹（著）：「エッセンシャル化学」　培風館（2015）ISBN 978-4-563-04620-0
- 尾崎 幸洋（編著）：「近赤外分光法」講談社（2015）ISBN 978-4-06-156902-7
- 尾崎幸洋監修　櫻井香織訳：「いかにして研究費を獲得するか〇採択される申請書の書き方」　化学同人（2017）ISBN 978-4759819298
- H. W. Siesler, Y. Ozaki, S. Kawata, and H. M. Heise "Near-Infrared Spectroscopy, Principles, Instruments, Applications" Wiley-VCH, Weinheim (2002)ISBN 978-3-527-30149-2
- I.Noda, Y. Ozaki "Two-Dimensional Correlation Spectroscopy", John Wiley & Sons (2004) ISBN 978-0-471-62391-5
- Y. Ozaki, W. F. McClure and A. A. Christy, "Near-Infrared Spectroscopy in Food Science and Technology", John Wiley & Sons (2007) ISBN 978-0-471-67201-2
- S. Sasic, Y. Ozaki,　"Raman, Infrared, and Near-Infrared Chemical Imaging", Wiley (2011) ISBN 978-0-470-38204-2
- Y. Ozaki, K. Kneipp, R. Aroca, "Frontiers of Surface-Enhanced Raman Scattering: Single Nanoparticles and Single Cells" Wiley (2014) ISBN 978-1-118-35902-0
- Y. Ozaki, S. Kawata, "Far-and Deep-Ultraviolet Spectroscopy", Springer (2015) ISBN 978-4-431-55548-3
- Y. Ozaki, G. C. Schatz, D. Graham, and T. Itoh, "Frontiers of Plasmon Enhanced Spectroscopy Volume 1" ACS SYMPOSIUM SERIES (2016) ISBN 9780841232013
- Y. Ozaki, G. C. Schatz, D. Graham, and T. Itoh, "Frontiers of Plasmon Enhanced Spectroscopy Volume 2" ACS SYMPOSIUM SERIES (2016) ISBN 9780841232037
- M.J. Wojcik, H. Nakatsuji, B. Kirtman, and Y. Ozaki, "Frontiers of Quantum Chemistry", Springer (2017) ISBN 978-981-10-5650-5
- K. Kneipp, Y. Ozaki, And Z.-Q. Tian, "Recent Developments in Plasmon-Supported Raman Spectroscopy" (2018) ISBN 9781786344236